# Lisanne de Witte
Lisanne de Witte, född 10 september 1992 i Vlaardingen, Nederländerna, är en nederländsk friidrottare med specialisering på 400 meter.

## Karriär
Lisanne de Witte har ingått i det nederländska lag som vunnit guld på inomhus-VM 2024 och guld vid VM 2023 samt silver vid inomhus-VM 2022. Hon ingick också i det nederländska stafettlaget på 4x400 meter som tog silver vid OS 2024.